# Wacław Wołosewicz
Wacław Wołosewicz (ur. 1911 w Wilnie, zm. 5 grudnia 1982) – polski rzeźbiarz.

## Życiorys
Wołosewicz pochodził z Wilna. Po II wojnie światowej zamieszkał w Łodzi, gdzie w latach 50. i 60. XX w. pracował jako wykładowca w Katedrze Rzeźby Państwowej Wyższej Szkoły Sztuk Plastycznych, i gdzie wraz Mieczysławem Szadkowskim współprowadził pracownię rzeźby. Był autorem pomników w Łodzi oraz rzeźb sakralnych i nagrobków. Jego prace znajdują się m.in. w zasobach Muzeum Sportu i Turystyki w Warszawie.
Został pochowany na Starym Cmentarzu w Łodzi w części rzymskokatolickiej.

## Realizacje
- Pomnika Wdzięczności Armii Czerwonej w Łodzi (1945–1946, główny projektant: Kazimierz Karpiński[7]),
- Pomnik Robotnika i Robotnicy w Łodzi (1950, współautorzy: Antoni Biłas, Józef Starzyński)[8],
- Figury aniołów w kościele Zesłania Ducha Świętego w Łodzi[4],
- Mauzoleum i muzeum na Radogoszczu w Łodzi (fryz[9], 1959–1961, współautorzy: Tadeusz Herburt, Tadeusz Łodziana, Antoni Biłas, Roman Modzelewski)[10],
- Pomnik Zwycięstwa i Braterstwa Broni w Siedlcach (1972)[11],
- Pomnik Czynu Rewolucyjnego w Łodzi[4] (1975, główny autor: Kazimierz Karpiński)[12],
- Pomnik Władysława Stanisława Reymonta w Łodzi (1977–1978)[13],
- Popiersie prezydenta Gabriela Narutowicza przy II Liceum Ogólnokształcącym w Łodzi (1984, po śmierci artysty dokończony przez Kazimierza Karpińskiego)[2][14].

## Nagrody
- Medal za Pomnik Zwycięstwa i Braterstwa Broni w Siedlcach (1973)[15]
- Medal ZPAP w kategorii rzeźba (1978),
- Medal ZPAP za realizacje z 1978[16].

## Odznaczenia
- Odznaka „Zasłużony Działacz Kultury” (1978),
- Honorowa Odznaka Miasta Łodzi (1978)[17],
- Złoty Krzyż Zasługi,
- Medal 10-lecia Polski Ludowej[3].